# Auburn University
Auburn University – amerykańska uczelnia publiczna z siedzibą w mieście Auburn w stanie Alabama.
Została założona w 1856 r. jako East Alabama Male College. Od 1872 r. funkcjonowała pod nazwą Agricultural and Mechanical College of Alabama, od 1899 r. – jako Alabama Polytechnic Institute. W 1960 r. uczelnia przyjęła nazwę Auburn University.